# Михель (каталог марок)

Страница каталога «Михель» (2006) с описанием стандартного выпуска СССР 1961 года

Страница каталога «Михель» (1999) с описанием выпусков Ирака 1995 года, не упомянутых в каталоге «Скотт»

«Михель» (нем. MICHEL-Briefmarken-Katalog) — крупнейший и самый известный каталог почтовых марок в немецкоязычном мире и Европе. Впервые изданный в 1910 году, он стал важным справочником по филателии, давая сведения, отсутствующие в англоязычном каталоге «Скотт».

## История
Каталог начал выходить с 1910 года в виде прейскуранта торговца марками Хуго Михеля из Апольды. К 1920 году он был разделён на два тома: «Европа» и «другие страны», а со временем вырос до его нынешних более двух десятков томов, охватывающих весь мир, при этом общее число каталогов, вместе с дополнительными специальными томами, было доведено почти до сорока.

## Структура
Кроме каталога собственно Германии (Deutschland), «ударным» остаётся по-прежнему европейский том каталога «Михель», традиционно подразделяющийся на семь частей:
1. Mitteleuropa — Центральная Европа
2. Südwesteuropa — Юго-Западная Европа
3. Südeuropa — Южная Европа
4. Südosteuropa — Юго-Восточная Европа
5. Nordeuropa — Северная Европа
6. Westeuropa — Западная Европа[1]
7. Osteuropa — Восточная Европа[2]

Второй том «Михеля» — «заморский» (Übersee), — в 1920 году охватывавший все неевропейские страны мира, к сегодняшнему дню тоже значительно разросся и составляет четыре группы:
- Америка
  - Nord- und Mittelamerika — Северная и Средняя (Центральная) Америка
  - Karibische Inseln — острова Карибского бассейна
  - Südamerika — Южная Америка

- Африка
  - Nord- und Ostafrika — Северная и Восточная Африка
  - Westafrika — Западная Африка
  - Süd- und Zentralafrika — Южная и Центральная Африка

- Австралия и Океания
  - Australien und Okeanien — Австралия и Океания

- Азия
  - Süd- und Sudostasien — Южная и Юго-Восточная Азия
  - Mittel- und Ostasien — Центральная и Восточная Азия
  - Naher Osten — Ближний Восток

## Отличия
В отличие от каталога «Скотта», «Михель» не переиздаёт полный комплект каталогов каждый год, вместо этого обновляя лишь несколько томов. Также «Михель» даёт более подробные сведения, указывая тиражи марок, форматы марочных листов, и т. д. Также важно для некоторых коллекционеров то, что в нём описываются страны и периоды, пропущенные в «Скотте» по издательским или политическим соображениям.
К примеру, введение США эмбарго в отношении Кубы, Ирака и Северной Кореи привело к отказу «Скотта» проставлять рыночную стоимость почтовых эмиссий этих государств (по состоянию на конец 2002 года «Скотт» не давал никакой информации о марках Северной Кореи), поэтому «Михель» служит одним из уникальных источников такой информации.
В каталоге «Михель» также отражены сомнительные эмиссии почтовых марок «песчаных дюн» — эмиратов и княжеств Аравийского полуострова, выпустивших огромное число марок в течение 1960-х — 1970-х годов, но на деле вряд ли имевших почтовое хождение. «Скотт» не включает их, считая их недействительными

## Англоязычные издания
Издательство Michel publishers (Schwaneberger Verlag) выпустило несколько англоязычных изданий:
- "Государства Персидского залива" (2006, все цвета посвящены странам аравийского полуострова от Abu Dhabi-Yemen inc.). "проблемы шейхства");
- "Специализированный выпуск по Германии", том 1 (2007, империя, колонии ЕС. до 1945), том 2 (2009, Вторая мировая война и ее последствия, inc., связанные с Общим управлением, союзными оккупационными зонами); до настоящего времени не освещались старые немецкие государства и период после 1949 года, вероятно, в томе 3. Специализированные издания Германии выпускаются в сотрудничестве с филиалом APS - Немецким филателистическим обществом[3].